# Bitcoin
Bitcoin (ký hiệu: BTC, XBT, ) là một loại tiền mã hóa, được phát minh bởi một cá nhân hoặc tổ chức vô danh dùng tên Satoshi Nakamoto dưới dạng phần mềm mã nguồn mở từ năm 2009. Bitcoin có thể được trao đổi trực tiếp bằng thiết bị kết nối Internet mà không cần thông qua một tổ chức tài chính trung gian nào.
Bitcoin có cách hoạt động khác hẳn so với các loại tiền tệ điển hình: không có một ngân hàng trung ương nào quản lý nó và hệ thống hoạt động dựa trên một giao thức mạng ngang hàng trên Internet. Sự cung ứng Bitcoin là tự động, hạn chế, được phân chia theo lịch trình định sẵn dựa trên các thuật toán. Bitcoin được cấp tới các máy tính "đào" Bitcoin để trả công cho việc xác minh giao dịch Bitcoin và ghi chúng vào cuốn sổ cái được phân tán trong mạng ngang hàng, thông qua công nghệ blockchain. Cuốn sổ cái này sử dụng Bitcoin là đơn vị kế toán. Mỗi bitcoin có thể được chia nhỏ tới 100 triệu đơn vị nhỏ hơn gọi là satoshi.
Phí giao dịch có thể áp dụng cho giao dịch mới tùy thuộc vào nguồn tài nguyên của mạng. Ngoài phí giao dịch, các thợ đào còn được trả công cho việc tạo ra các khối (block) chứa nhật ký giao dịch. Cứ mỗi 10 phút, một khối mới được tạo ra kèm theo một lượng Bitcoin được cấp phát. Số bitcoin được cấp cho mỗi khối phụ thuộc vào thời gian hoạt động của mạng lưới. Vào tháng 5 năm 2020, 6,25 bitcoin được cấp phát cho mỗi khối mới. Tốc độ lạm phát sẽ giảm một nửa còn 3,125 bitcoin vào khoảng tháng 5 năm 2024 và tiếp tục giảm một nửa sau mỗi chu kỳ 4 năm cho tới khi có tổng cộng 21 triệu Bitcoin được phát hành vào năm 2140. Ngoài việc đào Bitcoin, người dùng có thể có Bitcoin bằng cách trao đổi lấy Bitcoin khi bán tiền tệ, hàng hoá, hoặc dịch vụ khác.
Bitcoin là loại tiền mã hoá điển hình nhất, ra đời đầu tiên, và được sử dụng rộng rãi nhất trong thương mại điện tử. Các doanh nghiệp có xu hướng muốn thanh toán bằng Bitcoin để giảm thiểu chi phí. Đến tháng 2 năm 2021, lượng tiền cơ sở của Bitcoin được định giá hơn 1.2 nghìn tỷ đô la Mỹ - là loại tiền mã hóa có giá trị thị trường lớn nhất. Những biến động lớn trong giá trị của mỗi bitcoin đã tạo nên những lời chỉ trích về tính phù hợp kinh tế của Bitcoin như là một loại tiền tệ.
Lưu ý rằng, thuật ngữ Bitcoin được viết hoa khi nhắc tới như một giao thức, phần mềm, hoặc cộng đồng và được viết thường khi được nhắc tới như một đơn vị tiền tệ.

## Lịch sử
Bitcoin bắt đầu được Satoshi thiết kế từ 2007 khi ông tin rằng có thể thiết kế được một hệ thống giao dịch mà các thành viên không cần tin tưởng nhau. Tên miền bitcoin.org được đăng ký vào ngày 18 tháng 8 năm 2008.

Bitcoin lần đầu được nhắc đến vào ngày 31 tháng 10 năm 2008 trong bản cáo bạch về giao thức thanh toán ngang hàng của nhân vật ẩn danh Satoshi Nakamoto. Nó bắt đầu được đưa vào sử dụng từ ngày 9 tháng 1 năm 2009 với khối Bitcoin khởi thủy được ra đời (genesis block). Đoạn văn sau được nhúng trong nội dung của khối khởi thủy:
The Times 03/Jan/2009 Chancellor on brink of second bailout for banks - Trích dẫn tới một bài báo của tờ Times of London chỉ ra rằng chính phủ Anh đã thất bại trong việc kích thích nền kinh tế và chuẩn bị phải đưa ra gói cứu trợ thứ hai cho các ngân hàng, gây ra bởi hệ thống ngân hàng dự trữ một phần.
Giao dịch Bitcoin đầu tiên được thực hiện khi Satoshi Nakamoto gửi 10 bitcoin cho nhà mật mã học Hal Finney vào ngày 12 tháng 1 năm 2009, ngay khi phần mềm Bitcoin được phát hành lần đầu.

Giá của Bitcoin tính theo đô la Mỹ

Ngày 5 tháng 10 năm 2009, lần đầu tiên giá trị của Bitcoin được ấn định trên sàn giao dịch, khởi điểm ở mức 1 đô la Mỹ tương đương 1.309,03 Bitcoin (hoặc 1 Bitcoin = 0,00076 USD). Giá trị này được tính bởi chi phí tiền điện của một máy tính hao tốn khi đào ra Bitcoin.
Cộng đồng phát triển Bitcoin dần dần mất hoàn toàn liên lạc với Satoshi từ giữa năm 2010, sau khi ông đưa cho Gavin Andresen khóa báo động khi mạng lưới Bitcoin bị tấn công. Khóa này có thể dùng để báo động tới toàn mạng lưới ngừng lưu lại giao dịch. Khóa báo động này sau đó được hủy bỏ để tăng tính phân tán của hệ thống Bitcoin. Cho tới nay, danh tính chính xác của Satoshi Nakamoto vẫn còn là một ẩn số.
Ngày 22 tháng 5 năm 2010, lần đầu tiên Bitcoin được sử dụng để mua hàng hóa - 2 bánh pizza với giá 10000 bitcoin, tương đương 25 đô la Mỹ tại thời điểm đó.
Trong vòng 5 ngày từ ngày 12 tháng 7 năm 2010, giá của Bitcoin tăng lên 10 lần từ 0,008 đô la Mỹ lên 0,08 đô la Mỹ.
Trong năm 2011, giá trị của đồng Bitcoin tăng từ 0,30 đô la Mỹ lên 32 đô la Mỹ, trước khi giảm xuống còn 2 đô la Mỹ.

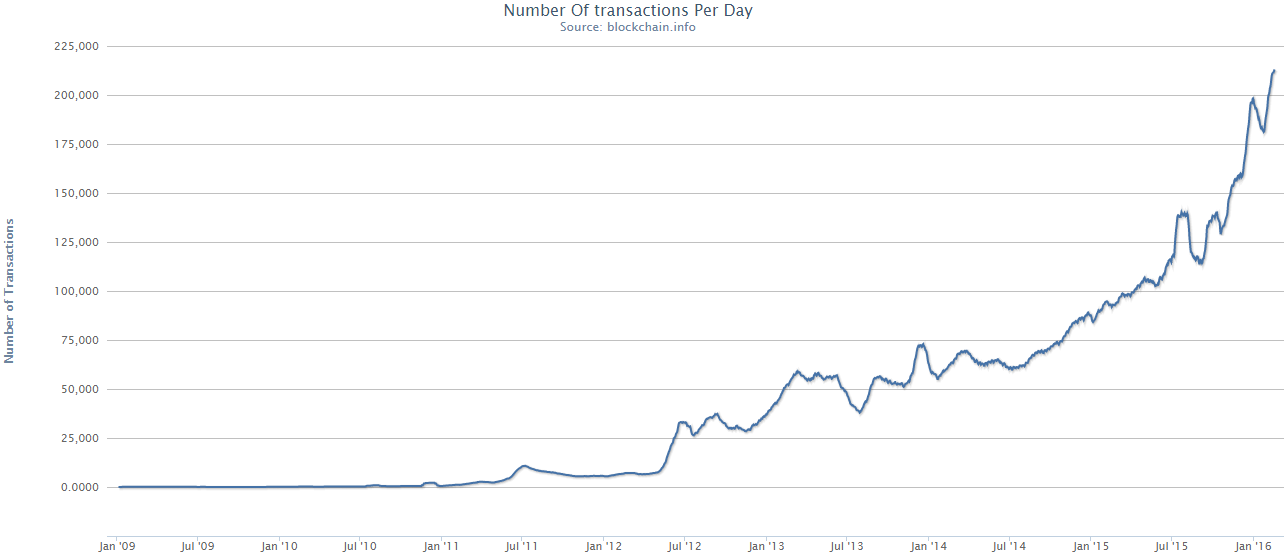
Số giao dịch Bitcoin toàn cầu

Bitcoin bắt đầu thu hút dư luận từ năm 2012, khi có rất nhiều bài báo nhắc đến nó. Năm 2013, một số dịch vụ lớn như OKCupid, Baidu, Reddit, Humble Bundle, Foodler và Gyft bắt đầu sử dụng nó. Tại Canada đã có máy ATM mua bán Bitcoin đầu tiên trên thế giới.
Tháng 12 năm 2013, tại Việt Nam, đại lý mua, bán Bitcoin đầu tiên ra đời với tên gọi là Bitcoin Vietnam cho phép mua hoặc bán bitcoin dễ dàng sau khi thực hiện thủ tục xác minh danh tính.
Tháng 1 năm 2014, Dịch vụ bảo hiểm đầu tiên sử dụng Bitcoin được ra mắt, ngay sau đó Overstock tuyên bố họ là nhà phát hành bán lẻ đầu tiên chấp nhận thanh toán bằng Bitcoin tại Mỹ. Một tháng sau, chính phủ Anh đưa ra dự thảo về việc sẽ tính thuế với giao dịch Bitcoin.
Ngày 27 tháng 2 năm 2014, Ngân hàng Nhà nước khuyến cáo về việc sử dụng Bitcoin trong "Thông cáo báo chí về Bitcoin và các loại tiền số khác", có đoạn như sau: "Về việc sử dụng bitcoin như là một loại tiền tệ hoặc phương tiện thanh toán, Ngân hàng Nhà nước Việt Nam có ý kiến như sau: Theo các quy định của pháp luật hiện hành về tiền tệ và ngân hàng, bitcoin (và các loại tiền số tương tự khác) không phải là tiền tệ và không phải là phương tiện thanh toán hợp pháp tại Việt Nam. Do vậy, việc sử dụng bitcoin (và các loại tiền số tương tự khác) làm phương tiện thanh toán không được pháp luật thừa nhận và bảo vệ".
Ngày 28 tháng 2 năm 2014, sàn giao dịch Bitcoin Mt.Gox đã nộp đơn phá sản tại Nhật Bản do để mất 750.000 bitcoin của khách hàng và 100.000 Bitcoin của chính Mt.Gox tương đương 473 triệu đô la Mỹ. Vụ việc đã làm giảm uy tín của loại đồng tiền số này, khiến giá Bitcoin giảm từ đỉnh điểm 1.242 đô la Mỹ xuống còn mức thấp nhất là 152 đô la Mỹ.
Tháng 6 năm 2014, Cục Điều Tra Liên Bang FBI thông báo về việc thu hồi 29.000 bitcoin sau chiến dịch truy quét thị trường web chìm Silk Road. Việc này đã xoa dịu hình ảnh một đồng tiền chuyên dùng bởi các tổ chức tội phạm trước kia của Bitcoin. Ngay sau đó 1 tháng, Sở Tài chính New York dự định đưa Bitcoin vào diện những đồng tiền được pháp luật bảo hộ với BitLicence.
Tháng 1 năm 2015, Sở giao dịch chứng khoán New York (NYSE) trở thành nhà đầu tư chính cho khoản đầu tư 75 triệu đô la Mỹ cho Coinbase. NYSE nhắm tới việc khai thác một loại tài sản mới mang tính minh bạch, an toàn và tin tưởng cho Bitcoin.
Tháng 11 năm 2015, ký hiệu Bitcoin () đã được chính thức đưa vào bộ mã Unicode tại vị trí U+20BF trong bảng mã này.

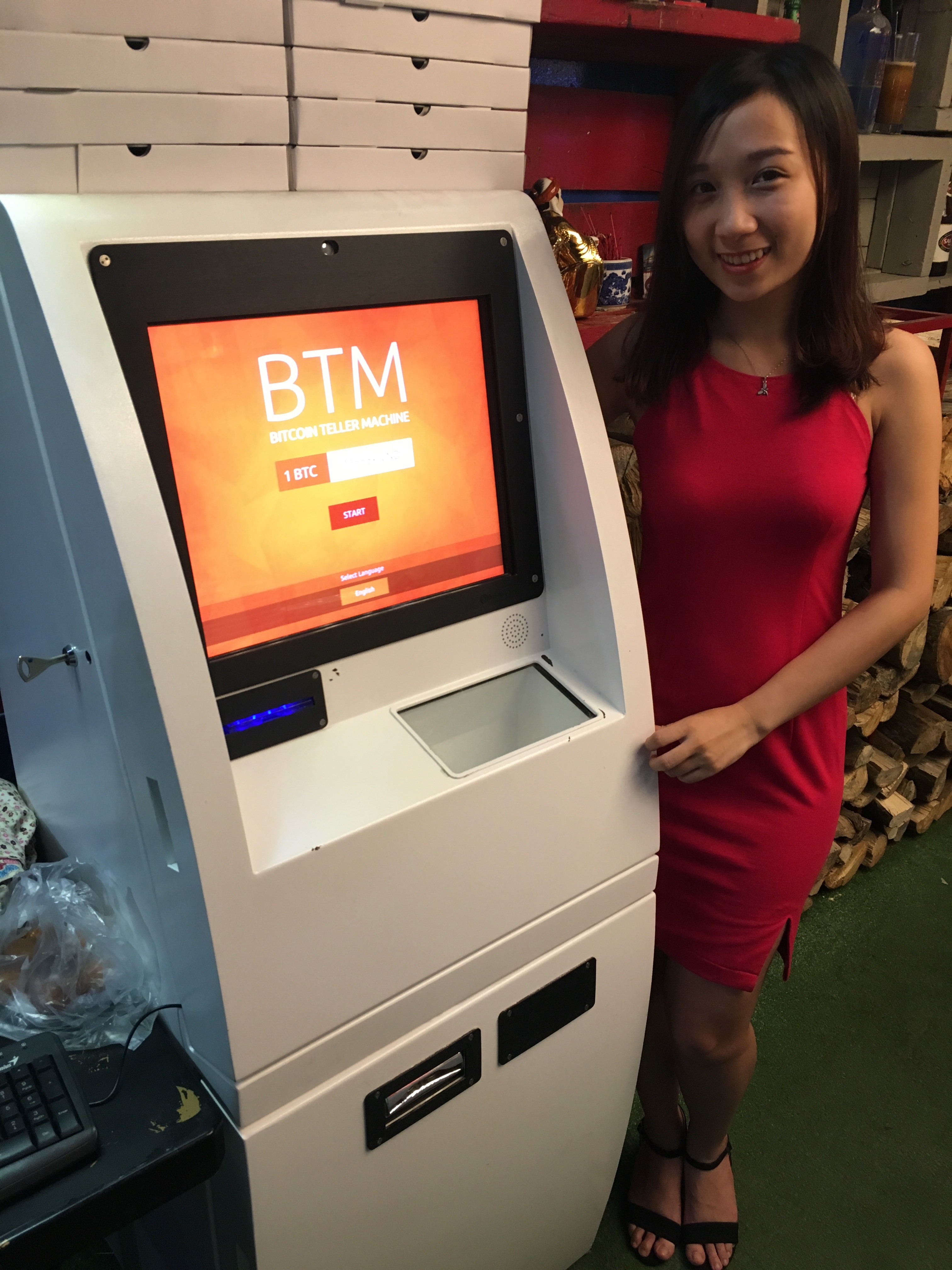
Máy Bitcoin ATM đầu tiên tại Việt Nam - điều hành bởi Bitcoin Vietnam và bSpend

Ngày 5 tháng 6 năm 2016, chiếc máy Bitcoin ATM đầu tiên tại Việt Nam bắt đầu được đưa vào thử nghiệm tại cửa hàng Italiani's Pizza tại địa chỉ 290 Lý Tự Trọng, Quận 1, thành phố Hồ Chí Minh.
Tháng 12 năm 2016, tại Việt Nam, Chính phủ quyết định giao cho Bộ Tư pháp phối hợp với Ngân hàng Nhà nước, Bộ Thông tin và Truyền thông, Bộ Công Thương và các bộ ngành khác rà soát thực trạng pháp luật, thực tiễn về tiền số, tài sản số, tiền điện tử trước tháng 12/2017, nghiên cứu lập 3 nghị định về tài sản số, tiền điện tử, tiền số trình Chính phủ trong năm 2018. Đồng thời, đề xuất các biện pháp thu thuế, xử phạt hình sự với các vi phạm liên quan đến các giao dịch này thông qua việc học tập kinh nghiệm quản lý ở Mỹ, EU, Nhật Bản.
Ngày 1 tháng 4 năm 2017, Nhật Bản đã công nhận Bitcoin là một phương thức thanh toán chính thức. Sau đó, ngày 9/5/2017, Úc đã bãi bỏ việc thu thuế đối với Bitcoin và nó được đối xử như một loại tiền tệ cho mục đích thuế.
Ngày 25 tháng 7 năm 2017, chính phủ Mỹ đã đánh sập sàn giao dịch BTC-e thông qua việc bắt giữ người điều hành Alexander Vinnik. BTC-e bị cáo buộc là đã cố ý trợ giúp rửa tiền cho vụ hack sàn giao dịch Mt. Gox, các virus tống tiền, các giao dịch phạm pháp trên chợ đen, và khuyến khích việc rửa tiền tại đây mặc dù biết nguồn gốc của những giao dịch đó. Báo cáo từ New York University cho biết 95% việc rửa tiền của các virus tổng tiền được xảy ra tại BTC-e. Sự kiện này là một đòn giáng cực mạnh tới cộng đồng giao dịch ngầm trực tuyến và một số người sử dụng Bitcoin tại Việt Nam, từ những người đào Bitcoin, người giao dịch Bitcoin hoặc voucher BTC-e, cho tới các dịch vụ chuyển đổi tự động thông qua BTC-e. Phần đông người giao dịch ngầm tại Việt Nam sử dụng BTC-e vì sàn này không có bất kỳ yêu cầu và hạn chế nào cho việc xác minh danh tính khách hàng (KYC), chống rửa tiền (AML) và lịch sử giao dịch đồng BTC-E - một đồng tiền neo theo đô la Mỹ được giới kinh doanh ngầm tại Việt Nam sử dụng phổ biến, dẫn tới việc mất toàn bộ số tiền đang lưu trữ tại đây. Thống kê từ SimilarWeb cho thấy Việt Nam là quốc gia có lưu lượng truy cập BTC-e nhiều nhất. Sự kiện này đánh dấu sự chấm hết cho các sàn giao dịch Bitcoin lớn không tuân thủ pháp luật, đặc biệt là không có KYC/AML và không đăng ký, và được ví như sự kiện Liberty Reserve bị chính phủ Mỹ đánh sập từ năm 2013.
Ngày 1 tháng 8 năm 2017, một phiên bản chia nhánh của Bitcoin được ra đời với tên gọi là Bitcoin Cash do không đạt được đồng thuận trên 50% trong mạng Bitcoin nguyên thủy về việc nâng giới hạn khối lên 8MB. Tất cả những ai đang sở hữu Bitcoin đều nhận được lượng Bitcoin Cash tương ứng trong ví của mình.
Ngày 15 tháng 8 năm 2017, công ty Blockstream bắt đầu sử dụng các vệ tinh để truyền tải dữ liệu chuỗi khối Bitcoin tới người dùng toàn cầu, kể cả việc họ không có Internet. Trước đó, một công ty Thụy Sĩ đã đưa một số trạm Bitcoin vào các hầm trú bom nguyên tử dưới lòng đất. Hai giải pháp này nhằm mục đích bảo toàn hệ thống Bitcoin toàn cầu trong mọi trường hợp.
Ngày 21 tháng 8 năm 2017, Thủ tướng Chính phủ đã ký phê duyệt đề án hoàn thiện khung pháp lý để quản lý các loại tài sản số, tiền điện tử, tiền số, trong đó có Bitcoin. Đây là tín hiệu chính thức từ phía Chính phủ rằng các giao dịch Bitcoin sẽ được hợp pháp hóa bằng cách học hỏi kinh nghiệm quản lý của các nước tiên tiến khác. Thời gian để các bộ ngành hoàn thiện đề án này là tháng 8 năm 2018.
Ngày 10 tháng 12 năm 2017, sàn CBoE chính thức mở bán hợp đồng tương lai Bitcoin. Sau đó 1 tuần, sàn Chicago Mercantile Exchange (CME - sở giao dịch quyền chọn lớn nhất thế giới) cũng sẽ phát hành sản phẩm này. Sàn Nasdaq cũng thông báo cũng sẽ triển khai dịch vụ này từ nửa đầu năm 2018.
Giá Bitcoin trong năm 2017 đã biến động rất mạnh, bắt đầu từ 998 đô la Mỹ và tăng 1,245% lên 13.412,44 đô la Mỹ vào ngày 1 tháng 1 năm 2018. Vào ngày 17 tháng 12, giá bitcoin đạt mức cao kỷ lục 19.666 đô la Mỹ và sau đó giảm 70% còn 5.920 đô la Mỹ vào ngày 6 tháng 2 năm 2018.
Trung Quốc bắt đầu hạn chế giao dịch bằng bitcoin từ tháng 9 năm 2017, và lệnh hạn chế hoàn toàn bắt đầu từ ngày 1 tháng 2 năm 2018. Giá Bitcoin sau đó giảm từ 9.052 đô la Mỹ xuống còn 6.914 đô la Mỹ vào ngày 5/2/2018. Tỷ lệ giao dịch Bitcoin bằng Nhân dân tệ giảm từ trên 90% vào tháng 9/2017 xuống còn dưới 1% vào tháng 6.
Ngày 2 tháng 5 năm 2018, Bộ Thông tin và Truyền thông ra quyết định 72-QĐ-XPVPHC tịch thu tên miền bitcoin.vn vì lý do không liên quan tới giao dịch Bitcoin: "thiết lập trang thông tin điện tử tổng hợp, mạng xã hội tại tên miền bitcoin.vn nhưng không có giấy phép".
Ngày 21 tháng 10 năm 2020, Paypal thông báo cho phép mua, bán, lưu trữ, thanh toán bằng Bitcoin trên dịch vụ của mình sau khi nhận được giấy phép BitLicence từ Sở Tài chính New York vào cùng ngày, hứa hẹn mở ra một chuỗi sự kiện chấp nhận Bitcoin từ các tổ chức tài chính toàn cầu khác.
Ngày 8 tháng 2 năm 2021, sau cuộc trao đổi giữa 2 tỉ phú Michael Saylor và Elon Musk trên Twitter trước đó, Tesla công bố đã mua 1,5 tỷ đô la Mỹ Bitcoin trong hồ sơ gửi lên SEC.
Ngày 14 tháng 4 năm 2021, Coinbase - sàn giao dịch tiền điện tử lớn nhất ở Hoa Kỳ, trở thành công ty đại chúng với mã COIN trên sàn giao dịch Nasdaq.
Ngày 12 tháng 6 năm 2021, bản nâng cấp Taproot chính thức được khoá để kích hoạt vào tháng 11 năm 2021. Bản nâng cấp lớn nhất kể từ 2017 này giúp mạng lưới Bitcoin hoạt động hiệu quả hơn, rẻ hơn, tăng tính riêng tư, và cho phép chạy được các hợp đồng thông minh phức tạp hơn.
Ngày 7 tháng 9 năm 2021, El Salvador trở thành quốc gia đầu tiên trên thế giới công nhận Bitcoin là một đồng tiền hợp pháp, đưa Bitcoin vào ngân khố quốc gia, và bắt buộc tất cả doanh nghiệp trong nước chấp nhận thanh toán bằng Bitcoin. Ngoài ra, Chính phủ El Salvador sẽ tổ chức khai thác Bitcoin bằng năng lượng địa nhiệt (geothermal) tái tạo và chi 150 triệu đô la Mỹ chỉ để mua Bitcoin.
Ngày 10 tháng 11 năm 2021, giá Bitcoin cao nhất lịch sử được ghi nhận ở mức 68.789,63 Đô La Mỹ - tương đương với 1,646,383,194 Việt Nam Đồng cho 1 Bitcoin.
Ngày 14 tháng 11 năm 2021, bản nâng cấp Taproot của Bitcoin chính thức được kích hoạt tại block 709632, giúp đưa thêm một số dạng hợp đồng thông minh tới Bitcoin, đồng thời giúp mạng lưới hoạt động hiệu quả, an ninh và bảo mật cao hơn.
Ngày 27 tháng 4 năm 2022, theo Quyết định số 343/QĐ-BNV được Bộ Nội vụ phê duyệt, Hiệp hội Blockchain Việt Nam được phép thành lập. Hiệp hội Blockchain Việt Nam sẽ là tổ chức vận động hành lang pháp lý cho công nghệ blockchain nói chung và Bitcoin nói riêng.
Ngày 10 tháng 01 năm 2024, SEC đã phê duyệt 11 quỹ Bitcoin ETF giao ngay  khiến giá Bitcoin tăng lên cao nhất kể từ đầu năm 2024 lên đến 49,059.05 USD - tương đương với 1,219,804,276 Việt Nam Đồng trong vòng 24h.
Ngày 7 tháng 3 năm 2025, tổng thống Mỹ ký sắc lệnh lập Kho dự trữ Bitcoin chiến lược, nâng vị thế của Bitcoin lên tầm cao mới - chính thống và ngang hàng với vàng.

## Thiết kế
Tích hợp sẵn trong giao thức Bitcoin là công nghệ blockchain. Tất cả giao dịch mua và bán đều được cập nhật trên hệ thống lưu trữ máy tính ngang hàng, được gọi là blockchain (chuỗi khối) - là một cuốn sổ cái ghi lại số dư của mỗi tài khoản và lịch sử tất cả tài khoản tham gia giao dịch trước đó.

### Blockchain - Chuỗi khối

Chuỗi chính (màu đen) bao gồm chuỗi khối dài nhất tính từ khối khởi thủy (genesis) màu xanh. Khối orphan màu tím không được chấp nhận do không đạt sự đồng thuận của mạng lưới.

Mọi dữ liệu trên mạng Internet đều rất dễ dàng bị sao chép, mỗi giao dịch Bitcoin cũng chỉ là một khối thông tin. Bình thường, khi giao dịch trực tuyến, chúng ta sẽ cần đến một bên trung gian thứ ba mà chúng ta tin tưởng (ví dụ ngân hàng hay một người trung gian được tin cậy) với một cơ sở dữ liệu tập trung để xác minh giao dịch nhằm chống gian lận khi kẻ gian sử dụng lại khối thông tin này nhiều lần. Công nghệ blockchain đã giải quyết được bài toán này (double-spending) mà không cần tới bên trung gian thứ ba tin cậy. Blockchain là một cuốn sổ cái ghi lại tất cả các giao dịch. Dữ liệu trong cuốn sổ cái liên tục được mạng lưới máy tính ngang hàng trên thế giới cập nhật và bảo trì. Giao dịch khi A gửi X bitcoin cho B được ghi lại trên toàn hệ thống, tất cả các máy tính trong mạng này sẽ xác minh và ghi lại giao dịch đó vào cuốn sổ cái rồi cấp phát dữ liệu này tới các máy tính khác. Blockchain là một cơ sở dữ liệu phân tán vô chủ; các máy tính liên tục thực hiện việc kiểm toán độc lập bằng cách xác minh dữ liệu nhận tới và so sánh với chữ ký của giao dịch đó.
Về công nghệ, các giao dịch được xác minh bởi thuật toán chữ ký số dựa trên đường cong Elliptic (ECDSA) và được xác nhận bởi chuỗi các quá trình xử lý lần lượt các hàm băm SHA256 bởi các thợ đào Bitcoin. Mỗi khối trong blockchain chứa tất cả thông tin giao dịch trong khối đó trong 1 cây Merkle - là một cây nhị phân có thứ tự được xây dựng từ một dãy các đối tượng dữ liệu sử dụng hàm băm - để đạt hiệu quả cao trong việc lưu trữ và xác minh với lượng dữ liệu lớn các giao dịch. Khi có một giao dịch không hợp lệ, hệ thống sẽ loại bỏ nó bằng cách chọn theo số đông. Cách giải quyết về sự đồng thuận này của công nghệ blockchain là lời giải cho bài toán các vị tướng Byzantine trong ngành khoa học máy tính. Càng có nhiều máy tính tham gia vào hệ thống ngang hàng cho blockchain thì sức mạnh xử lý và độ an toàn của hệ thống blockchain đó càng cao.
Công nghệ blockchain có rất nhiều ứng dụng khác mà tiền tệ Bitcoin chỉ là một trong số đó, ví dụ: ứng dụng cho việc đăng ký sử dụng đất đai, các loại công chứng, hợp đồng thông minh (tự động cho phép hoặc hủy giao dịch với một số điều kiện được lập trình sẵn), đăng ký tên miền, quy trình bỏ phiếu,... khi các thuật toán trở nên đáng tin cậy hơn các bên trung gian thứ ba, công nghệ blockchain cho phép những người lạ có thể giao dịch an toàn với nhau mà không cần tin tưởng nhau.

### Đào Bitcoin

Dữ liệu trong một khối Bitcoin

Để có thể được cả mạng lưới chấp nhận, khối mới cần phải chứa bằng chứng công việc (proof-of-work). Proof-of-work yêu cầu thợ đào tìm kiếm một số nonce, mà khi nội dung của khối được hash (hàm băm mật mã học) cùng nonce, kết quả tạo ra một số nhỏ hơn số target của mạng lưới (số target càng nhỏ thì độ khó càng cao). Nói cách khác: Proof-of-work rất dễ cho các máy tính xác nhận, nhưng cực kỳ mất nhiều thời gian để có thể tạo ra. Thợ đào phải thử rất nhiều giá trị nonce khác nhau trước khi đạt được độ khó mà mạng lưới yêu cầu.
Quá trình khai thác Bitcoin được ngữ cảnh hóa tốt nhất về mặt khai thác các khối tiền điện tử, trái ngược với các đơn vị đơn lẻ, chẳng hạn như một Bitcoin (BTC). Lý do rất đơn giản: Bitcoin mới chỉ được khai thác bất cứ khi nào một khối mới trên chuỗi khối Bitcoin được xác thực.

Độ khó của việc đào Bitcoin

Cứ mỗi 2016 khối được tạo ra (mất khoảng 14 ngày), độ khó lại được mạng lưới tự động tinh chỉnh dựa trên khả năng của toàn bộ mạng lưới, với mục đích là để giữ khoảng thời gian giữa các khối mới được tạo ra là 10 phút. Từ tháng 3 năm 2014 tới tháng 3 năm 2015, số lượng nonce trung bình mà máy đào phải hash thử trước khi tạo được ra khối mới đã tăng từ 16,4 tỷ tỷ lên 200,5 tỷ tỷ.
Cách hệ thống proof-of-work hoạt động, kèm theo việc xâu chuỗi lại các khối khi dữ liệu của khối mới bao gồm hash của khối cũ, giúp cho việc thay đổi blockchain cực kỳ khó, khi mà kẻ tấn công cần phải thay đổi tất cả các khối phía sau để việc thay đổi một khối được chấp nhận. Điều này đòi hỏi kẻ tấn công cần có hơn 50% sức mạnh xử lý của toàn mạng Blockchain. Các khối mới liên tục được tạo ra, và độ khó của việc thay đổi 1 khối tăng dần theo thời gian với số lượng khối cần thay đổi (còn được gọi là mức xác thực của một khối - confirmations) tăng lên.

Tổng số bitcoin đang lưu hành

Thợ đào (hoặc mỏ đào) Bitcoin tìm được ra khối mới sẽ được thưởng số bitcoin thưởng trong khối đó cộng toàn bộ phí giao dịch được xử lý trong khối đó. Tại thời điểm cuối năm 2016, phần thưởng đang là 12,5 bitcoin cho mỗi khối. Để nhận được phần thưởng này, một giao dịch đặc biệt có tên là coinbase được đưa vào thanh toán. Tất cả Bitcoin tồn tại được khởi tạo từ những giao dịch nguồn (coinbase) đó. Giao thức Bitcoin quy định rằng phần thưởng sẽ giảm một nửa sau mỗi 210.000 khối (khoảng 4 năm). Cuối cùng, phần thưởng sẽ tiệm cận tới 0 khi số bitcoin trên thị trường đạt ngưỡng 21 triệu bitcoin vào năm 2140. Lúc đó, thợ đào sẽ chỉ có phần thưởng là phí giao dịch. Nói cách khác, Satoshi đã tạo ra một chính sách tiền tệ dựa trên sự khan hiếm nhân tạo khi sáng tạo ra Bitcoin rằng sẽ chỉ có tổng cộng 21 triệu bitcoin được lưu hành.
Trong thực tế, các thợ đào thường sẽ tham gia vào các mỏ đào lớn để tập hợp được khả năng tính toán của máy đào thành viên trong mỏ đó nhằm tăng xác suất tạo được ra khối mới, và sau đó tiền công sẽ được chia đều theo khối lượng công việc cho thành viên trong mỏ đào. Việc đào mỏ đã tạo ra một loạt công nghệ chuyên biệt để đào Bitcoin. Hiện tại, hệ thống đào Bitcoin hiệu quả nhất sử dụng vi mạch tích hợp chuyên dụng ASIC vì chúng xử lý tính toán số học nhanh hơn bộ vi xử lý máy tính (kể cả trong bo mạch đồ họa) mà lại khi sử dụng ít điện năng hơn.

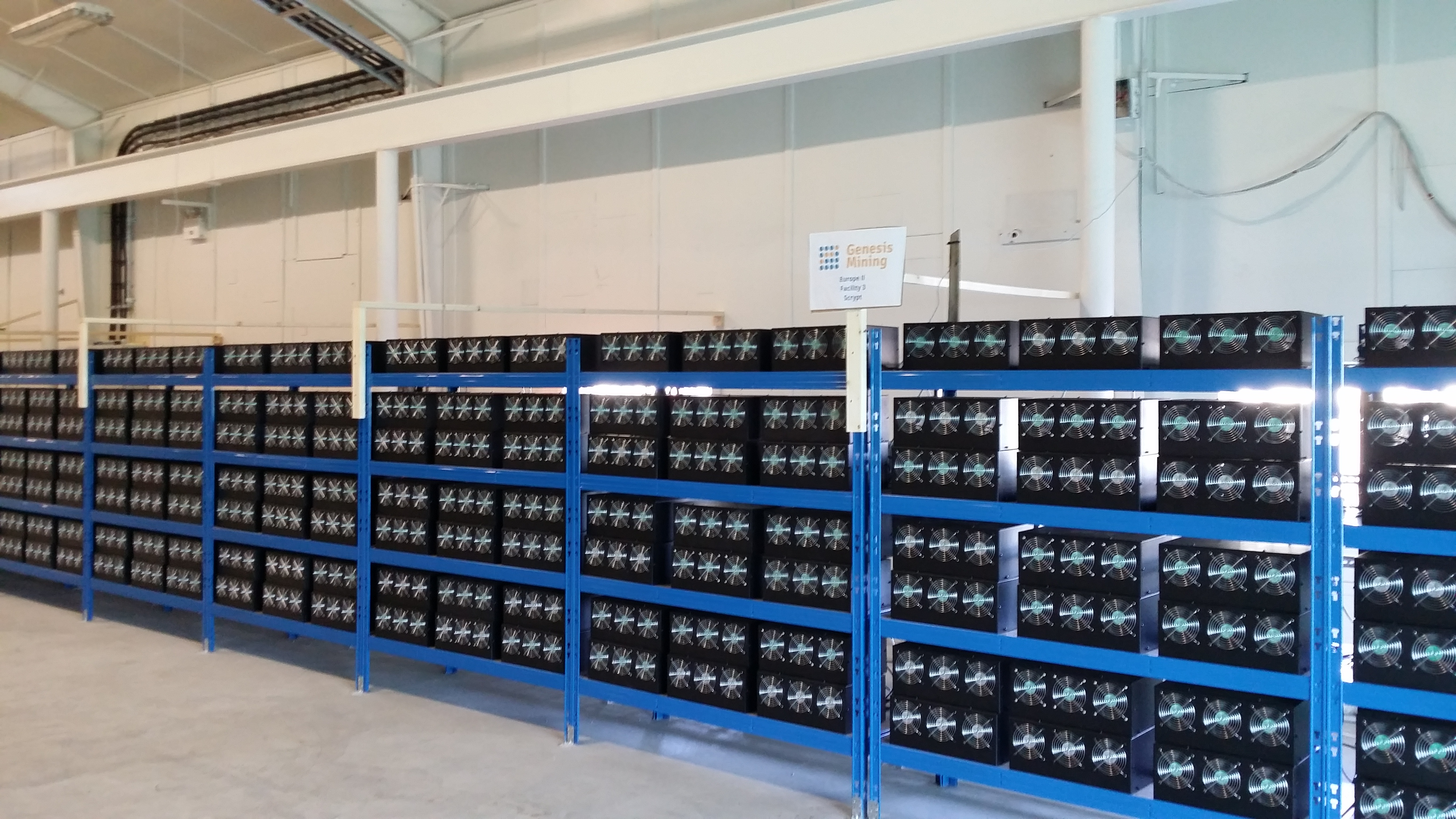
Một mỏ đào Bitcoin của Genesis Mining tại Iceland.

Tại Việt Nam, trước năm 2014, các thợ đào tiền mã hóa tại Việt Nam chủ yếu sử dụng bo mạch đồ họa của AMD để đào Bitcoin vì hiệu suất tính toán cao của chúng, khiến cho giá các loại bo mạch đồ họa này tăng cao. Tuy nhiên, sau đó họ chuyển sang đào các loại tiền mã hóa khác như Ethereum, Zcash, Litecoin,... vì khó cạnh tranh được với các mỏ đào ASIC chuyên nghiệp. Giới đào mỏ trong nước hoạt động tương đối khép kín vì tính chất nhạy cảm của Bitcoin và một phần trong số họ sử dụng nguồn điện không hợp pháp và không đóng thuế thu nhập.

### Tài khoản

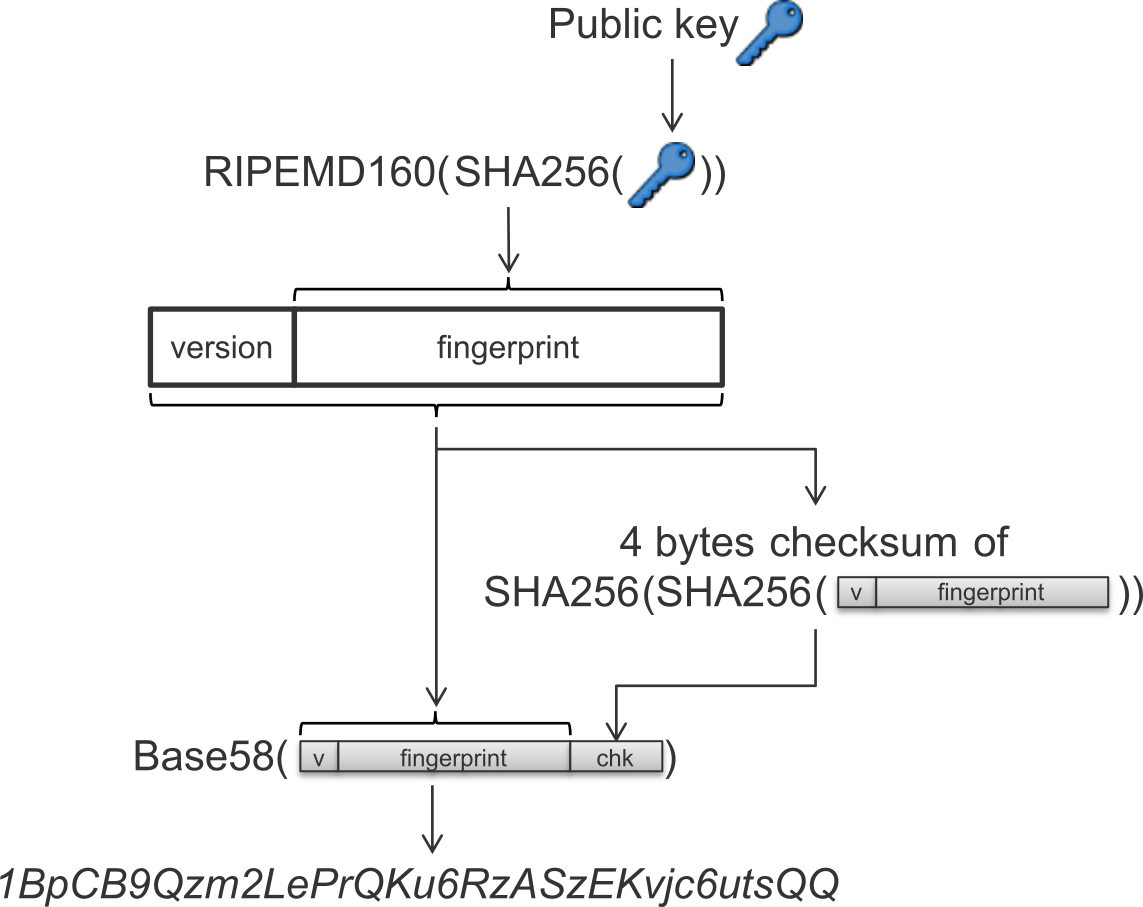
Một địa chỉ Bitcoin mẫu

Mỗi tài khoản Bitcoin được biểu diễn dưới dạng 1 ví Bitcoin. Mỗi ví Bitcoin bao gồm địa chỉ Bitcoin công khai (hash của public key) và khóa riêng tư (private key). Một địa chỉ có 160 bit dữ liệu, vì vậy có thể tạo ra tổng cộng 2160 địa chỉ Bitcoin - tương đương 1048 địa chỉ (để so sánh: có tổng cộng khoảng 1047 phân tử nước trên trái đất). Ngoài ra địa chỉ còn bao gồm 4 byte checksum nên xác suất mạng lưới chấp nhận địa chỉ Bitcoin gõ sai cực kỳ thấp.
Bất kỳ ai cũng có thể gửi Bitcoin đến một chiếc ví bằng địa chỉ công khai, còn khoá riêng tư phải được nhập khi chủ ví muốn gửi Bitcoin đi. Vì vậy, việc sở hữu Bitcoin được định nghĩa là sự nắm giữ khoá riêng tư của 1 địa chỉ Bitcoin. Một khi khoá riêng tư bị mất, mạng lưới Bitcoin sẽ không thể xác nhận được việc sở hữu số bitcoin đó, và số bitcoin trong địa chỉ đó sẽ vĩnh viễn bị mất. Khoảng 20% số bitcoin đang lưu hành được cho là bị mất vĩnh viễn do người dùng bị mất khóa riêng tư. Số tiền bị mất có giá trị thị trường khoảng 20 tỷ đô la Mỹ vào tháng 7 năm 2018. Ngoài ra, có khoảng 1 triệu bitcoin đã bị đánh cắp, tương đương 7 tỷ đô la Mỹ vào tháng 7 năm 2018.
Ví cho phép người dùng hoàn tất thanh toán giữa các địa chỉ khác nhau bằng cách cập nhật vào blockchain. Khi thực hiện giao dịch bằng thiết bị di động, người dùng có thể sử dụng mã QR để đơn giản hoá quy trình thanh toán.

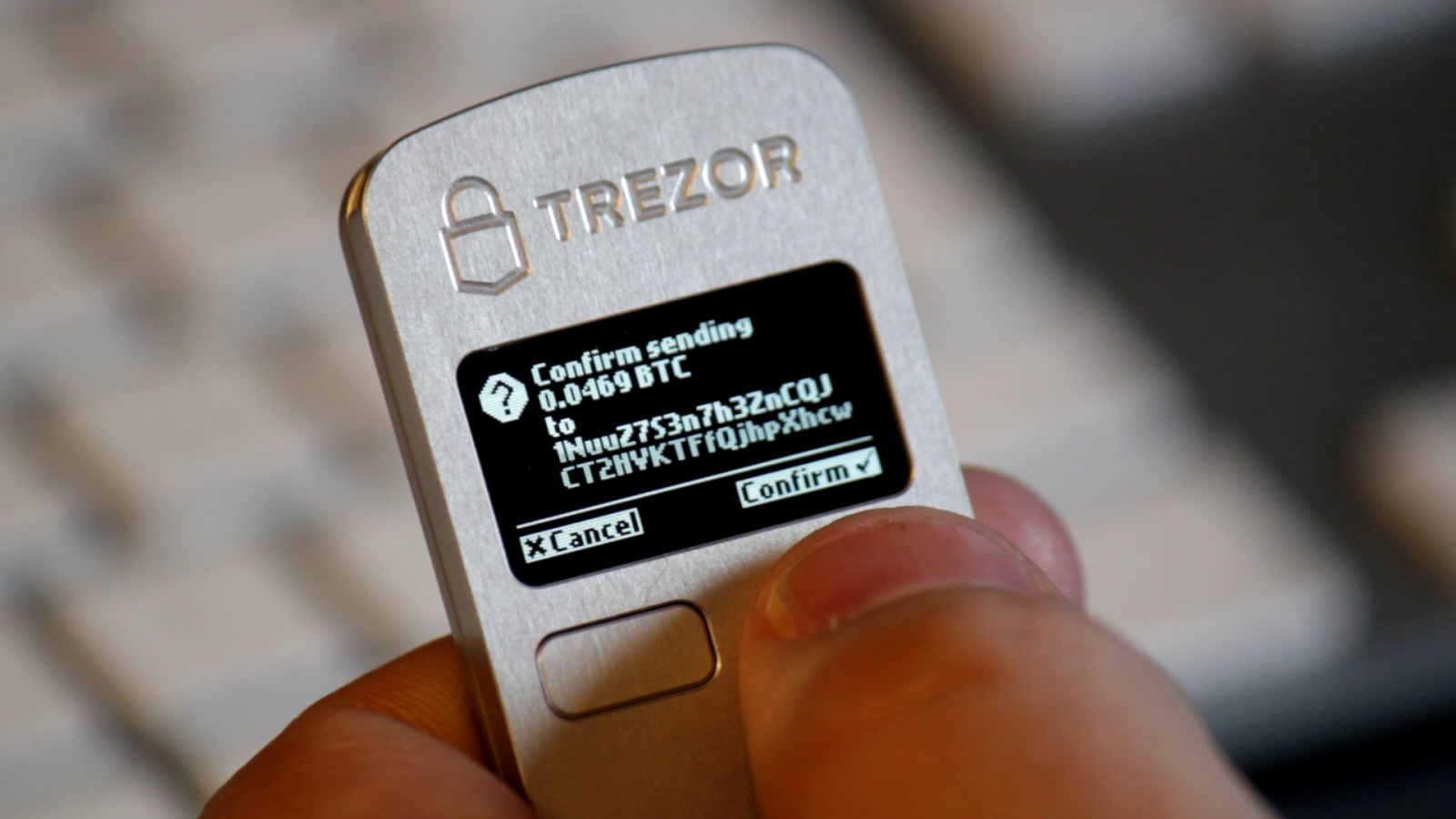
Ví Bitcoin Trezor

Có nhiều loại công cụ quản lý Ví Bitcoin hiện hành. Điển hình: Ví trên nền tảng Web dễ sử dụng nhất, bao gồm: Coinbase, Blockchain.info, BitGo, Xapo; Ví phần mềm: Armory, Bitcoin Core; Ví cho thiết bị di động: breadwallet, Blockchain.info; Ví phần cứng: Ledger Nano S, Trezor; Hoặc bạn có thể tự in ví giấy cho mình để cất trong tủ an toàn từ một trong các ví trên.

### Giao dịch

Một giao dịch đơn giản. Thực tế, một giao dịch có thể có nhiều hơn 1 đầu vào và 1 đầu ra.

Một giao dịch là một sự dịch chuyển Bitcoin được phát tán tới mạng lưới Bitcoin và gom vào khối. Mỗi giao dịch đều bao gồm đầu vào (là đầu ra trong giao dịch cũ của số Bitcoin đó), đầu ra (chứa thông tin giao dịch) và một đoạn script chứa các điều kiện giao dịch. Đoạn script được viết bằng ngôn ngữ tương tự như ngôn ngữ Forth này được thiết kế một cách tối giản bởi Satoshi, là một chương trình không Turing-complete để tránh vòng lặp vô hạn. Việc sử dụng script trong giao dịch giúp tích hợp các tính năng nâng cao như hợp đồng thông minh, chỉ cho thanh toán nếu 2 trong 3 bên đồng ý. Giao dịch chỉ được mạng lưới chấp nhận cho vào khối nếu scriptSig kết hợp scriptPubKey trong chương trình đó trả về giá trị true và tổng giá trị trong đầu ra không cao hơn tổng giá trị đầu vào. Chênh lệch giữa đầu ra và đầu vào chính là phí giao dịch trả cho mạng lưới.

### Tính bảo mật
Cũng giống như các chính phủ phụ thuộc vào quyền lực của quân đội và cơ quan hành pháp để đảm bảo an ninh tiền tệ, qua đó mang lại lòng tin và giá trị cho tiền pháp định, thì độ an toàn của hệ thống Bitcoin phụ thuộc vào khả năng xử lý (hashing power) của toàn bộ mạng lưới blockchain để chống lại các nguy cơ phá hoại đồng thời mang lại giá trị, niềm tin cho Bitcoin. Đã có nhiều vụ trộm Bitcoin thành công xảy ra nhưng tất cả đều có một đặc điểm chung là do nạn nhân để lộ khóa riêng tư cho kẻ tấn công. Cho tới nay, giao thức Bitcoin vẫn chưa hề có lỗ hổng bảo mật nào để làm mất Bitcoin của người dùng mà không dùng đến khóa riêng tư.

### Tính riêng tư
Bitcoin là loại tiền tệ bán ẩn danh, tức là số tiền không gắn với thực thể trong thế giới thật, mà gắn với địa chỉ Bitcoin. Tuy chủ sở hữu địa chỉ Bitcoin không được xác định rõ ràng, nhưng bù lại các giao dịch lại được công khai. Ngoài ra, các giao dịch có thể được liên kết với cá nhân hoặc công ty thông qua việc phân tích dòng giao dịch (ví dụ: nếu các giao dịch chi tiêu từ nhiều nguồn đầu vào thì có thể các nguồn đó đều chung chủ) và kết hợp dữ liệu đến từ các nguồn đã được định danh (các sàn giao dịch Bitcoin có thể được yêu cầu lưu trữ thông tin cá nhân người sử dụng). Mặc dù vậy, cũng như tiền mặt, việc xác định địa chỉ Bitcoin nào gắn với người nào là tương đối khó. Để tăng tính riêng tư, mỗi giao dịch cần sử dụng một địa chỉ Bitcoin mới.

### Sự tiến hoá của phần mềm Bitcoin
Phần mềm Bitcoin được phát hành dưới dạng mã nguồn mở, tức là ai cũng có thể xem được mã nguồn và thay đổi nó. Khi có một tính năng mới cần đưa vào Bitcoin, nhà phát triển phần mềm sẽ đưa ra 1 BIP (Bitcoin Improvement Proposals), bao gồm 1 pull request trên Github. Người sử dụng sẽ bình chọn những tính năng mà họ đồng ý bằng cách tải phiên bản Bitcoin chứa chúng về. Kể cả khi Satoshi đề xuất một thay đổi mà người dùng không muốn, họ có thể chọn cách không tải về và chạy nó. Bitcoin, cũng như các dự án mã nguồn mở khác, là một loại dân chủ không thủ lĩnh - một phương pháp mới để chi phối hành vi trực tuyến của con người. Mỗi máy tính là một phiếu bầu, và ai cũng có thể đưa ra luật mới. Vì Bitcoin là phần mềm tiến hoá được, nên những đồng tiền mã hoá khác rất khó để có thể cạnh tranh được với nó.

### Quản trị
Bitcoin là một phần mềm mã nguồn mở mà ban đầu được điều hành bởi Satoshi Nakamoto. Nakamoto rời vị trí này vào năm 2010 và giao chìa khóa cảnh báo mạng cho Gavin Andresen. Andresen tuyên bố ông đã tìm cách phân quyền kiểm soát và cho biết: "Ngay khi Satoshi rời đi và đặt dự án lên vai tôi, một trong những điều đầu tiên tôi làm là cố gắng phân quyền cho điều đó. Vì vậy, kể cả trong trường hợp tôi bị xe buýt đâm, dự án vẫn sẽ rõ ràng được tiếp tục". Khóa báo động này sau đó đã được chính Gavin hủy bỏ để biến Bitcoin thành một mạng lưới hoàn toàn phân quyền.
Việc quản lý một cách phân quyền đã mang tới nhiều tranh cãi về con đường mà Bitcoin sẽ được phát triển trong tương lai. Phần mềm Bitcoin nguyên thủy với tên gọi là Bitcoin Core đã có nhiều phiên bản cạnh tranh (fork) để đề xuất giải quyết các vấn đề quản trị khác nhau và gây tranh cãi. Lựa chọn thay thế phổ biến nhất hiện nay là Bitcoin Cash - đã tạo ra một cuộc nội chiến chính trị trong mạng lưới Bitcoin với Bitcoin Core suốt từ năm 2015 tới nay. Cụ thể, cuộc chiến bắt nguồn từ những người cố gắng tăng khả năng xử lý giao dịch của mạng lưới Bitcoin, để có thể xử lý được nhiều giao dịch hơn so với giới hạn ban đầu là 7 giao dịch mỗi giây. Những phiên bản khác nhau của Bitcoin chính là những kỹ thuật giải quyết vấn đề này khác nhau: Bitcoin Cash loại bỏ giới hạn cứng 1MB cho mỗi khối và cho phép mạng lưới điều chỉnh giới hạn này. Bitcoin Core giữ nguyên giới hạn 1MB và tạo ra các sidechain bên ngoài chứa các giao dịch nhỏ, và nhúng chữ ký của các sidechain này vào blockchain chính - còn được gọi là Lightning Network.

### Lightning Network - Bài toán về mở rộng mạng lưới
Mỗi khối trong blockchain được giới hạn ở kích thước 1MB nhằm tăng tính phân cấp của mạng lưới, tuy nhiên điều này cũng hạn chế khả năng xử lý giao dịch của mạng Bitcoin, làm phí giao dịch tăng và các giao dịch bị xử lý chậm. Vào ngày 24 tháng 8 năm 2017, Segregated Witness đã được đưa vào sử dụng, là tiền đề cho Lightning Network - là một lớp giao dịch con của mạng lưới Bitcoin blockchain chính với tính năng hợp đồng thông minh như của Ethereum. Điều này giúp khả năng xử lý các giao dịch trên Bitcoin blockchain tăng lên gần như vô hạn với chi phí rất thấp, bằng cách định tuyến giao dịch qua mesh network của các kênh thanh toán. Lightning Network đã được đưa vào thử nghiệm với phiên bản 1.0 từ tháng 12 năm 2017 với giao dịch đầu tiên tại Bitrefill, và được chính thức triển khai trong năm 2018.

### Bản nâng cấp Taproot
Taproot bao gồm việc đưa vào sử dụng chữ ký Schnorr thay cho thuật toán ECDSA, với các đặc tính toán học như cung cấp mức độ đúng đắn cao, xác minh nhanh, và tránh được malleability. Lợi ích đáng chú ý nhất của chữ ký Schnorr là sử dụng "toán học tuyến tính" cho phép một loạt dạng hợp đồng thông minh mới khi tận dụng các thủ thuật mật mã như Merkle tree. Điều này cho phép người dùng kết hợp mã hoá nhiều điều kiện chi tiêu vào một đầu ra duy nhất, được đơn giản hóa vào một "địa chỉ" duy nhất.
Trước bản nâng cấp, dữ liệu các hợp đồng thông minh Bitcoin phải được đưa vào blockchain một cách đầy đủ khi chúng được chi tiêu. Phí giao dịch được trả cho mỗi byte dữ liệu giao dịch, vì vậy các hợp đồng thông minh lớn không khả thi vì quá tốn kém. Với Taproot, các hợp đồng thông minh có thể được xây dựng theo cấu trúc giống như cây, khi chỉ cần tiết lộ một số nhánh nhất định, qua đó tăng tính riêng tư cho Bitcoin. Vì Taproot cho phép giữ phần lớn dữ liệu của hợp đồng thông minh bên ngoài blockchain, chúng ta có thể tạo ra các hợp đồng thông minh phức tạp hơn nhiều so với trước.

## Kinh tế
Hiện tại Bitcoin đang được xem là có những tính chất sau của tiền tệ: Đáng giá, lưu thông, dự trữ, thanh toán.
Khác với những đồng tiền được ban hành bởi chính phủ (tiền pháp định), Bitcoin có những ưu điểm sau:
- Không có ngân hàng trung ương: Tránh được tình trạng lạm phát khi ngân hàng trung ương in thêm tiền. Ví dụ, năm 1986, lượng tiền cơ sở của Việt Nam là 55 tỷ VNĐ thì năm 2016, lượng tiền này đã là 726.559 tỷ VNĐ.[75]
- Không cần giao dịch qua kênh trung gian: Giảm thiểu chi phí ngân hàng và các kênh tài chính trung gian. Giao dịch tại bất kỳ thời điểm nào kể cả ngày nghỉ. Không ai có quyền đóng băng tài khoản hay ngừng giao dịch.
- Gần như không thể tự tạo ra Bitcoin, nhưng có thể khai thác được Bitcoin.
- Chi phí kiểm định chất lượng vàng rất cao, còn việc kiểm định Bitcoin không hề tốn chi phí nào.
- Đơn vị tiền tệ có thể chia nhỏ ra tới mức gần như vô hạn, giúp cho việc thanh toán chính xác rất dễ dàng.
- Ít nguy hiểm cho các cửa hàng chấp nhận giao dịch Bitcoin hơn vì giao dịch không thể bị bồi hoàn.
- Bảo vệ môi trường khi không phải sản xuất tiền mặt. Hệ thống máy tính xử lý giao dịch Bitcoin tốn ít điện hơn nhiều so với hệ thống tài chính toàn cầu hiện tại.
- Là đồng tiền thông minh: Có khả năng lập trình vào từng satoshi mục đích tiêu tiền hoặc tự kích hoạt với hợp đồng thông minh để tránh tham nhũng .

Tuy nhiên, cũng vì không phải đồng tiền được ban hành bởi chính phủ (tiền pháp định) nên Bitcoin có những nhược điểm sau: 
- Nó không được công nhận là công cụ thanh toán hợp pháp trong các hợp đồng lập theo pháp luật.
- Không có sự hiện hữu vật lý như tiền giấy mà chỉ là các dòng mã máy tính. Nếu không có kết nối Internet thì không thể sử dụng Bitcoin được.
- Nếu xảy ra sự cố khiến mạng Internet dừng hoạt động (thiên tai, chiến tranh...) thì giao dịch Bitcoin cũng bị dừng tại địa phương đó.
- Có thể bị sử dụng làm công cụ lừa đảo hoặc rửa tiền. Tuy nhiên, tính minh bạch của mạng Blockchain khiến việc rửa tiền qua Bitcoin rất khó khăn.
- Khi xảy ra tranh chấp thì pháp luật không có căn cứ xử lý.
- Giá trị lên xuống thất thường theo thị trường nên rất rủi ro khi dùng để tích trữ. Nếu phần lớn người dùng từ bỏ thì Bitcoin cũng không còn giá trị.

Theo giám đốc của Viện Nghiên cứu Tiền Tệ, Công nghệ và Tài chính thuộc Đại học California - Irvine, hiện tại người ta vẫn đang tranh luận xem Bitcoin có phải là tiền tệ hay không. Bitcoin thường được nhắc tới bằng các thuật ngữ: Tiền số, tiền ảo, tiền điện tử, tiền mã hóa. Các nhà báo và học giả cũng đang tranh cãi về việc nên gọi Bitcoin thế nào. Một số tờ báo tìm cách phân biệt tiền "thật" và Bitcoin, trong khi một số báo chí khác gọi Bitcoin mới là đồng tiền thực thụ.

### Đầu tư Bitcoin
Có nhiều cách để có thể mua hoặc bán Bitcoin: đặt lệnh mua hoặc bán Bitcoin trên sàn giao dịch trực tuyến, hoặc trực tiếp thông qua người môi giới, hoặc tại các máy Bitcoin ATM.
Bitcoin thường được giao dịch như một dạng đầu tư. Có một số quỹ đầu tư đã quan tâm đến Bitcoin. Điển hình là: Công ty Bitcoin 21 Inc đã nhận 116 triệu đô la Mỹ đầu tư; Coinbase nhận 106,7 triệu đô la Mỹ; cá nhân Peter Thiel đã đầu tư 3 triệu đô la Mỹ và anh em nhà Winklevoss đã đầu tư 1,5 triệu đô la Mỹ. Những nhà đầu tư bao gồm các tên tuổi lớn như: quỹ Andreessen Horowitz, quỹ Khosla Ventures, quỹ Google Ventures, RRE Ventures, sàn NYSE, quỹ Pantera Capital, ngân hàng Goldman Sachs, sàn Nasdaq, ngân hàng BBVA.
Tại thời điểm cuối năm 2015, các nhà đầu tư lớn trên thế giới đã đầu tư tổng cộng trên 1 tỷ đô la Mỹ để phát triển các công ty Bitcoin. Theo một nghiên cứu của Đại học Cambridge vào năm 2017, có khoảng 2,9 triệu đến 5,8 triệu người dùng toàn cầu sử dụng ví tiền mã hóa mà chủ yếu là Bitcoin.
Việc đầu tư Bitcoin, cũng như các kênh vàng hay ngoại tệ, chứa đựng nguy cơ rủi ro và những lo ngại về một loại bong bóng tài chính trong lĩnh vực tiền tệ trên Internet. Barry Silbert, giám đốc điều hành Nasdaq Private Market, nhận định: Bitcoin là kênh đầu tư có rủi ro và lợi nhuận thuộc loại cao nhất hiện tại. Các nhà kinh tế khuyến cáo các ngân hàng trung ương nên dành từ 0.01% tới 5% dự trữ ngoại hối của mình cho Bitcoin để phòng hộ các rủi ro về tiền tệ.

### Các doanh nghiệp chấp nhận Bitcoin
Trong năm 2016, số lượng các doanh nghiệp chấp nhận Bitcoin đã vượt qua 122.000. Tính đến tháng 12 năm 2014, các công ty lớn chấp nhận thanh toán bằng Bitcoin bao gồm: Atomic Mall, Clearly Canadian, Dell, Dish Network, Dynamite Entertainment, Expedia, Microsoft, Newegg, PrivateFly, Overstock.com, Sacramento Kings, TigerDirect, Time Inc., Virgin Galactic, Valve và Zynga. Tính đến tháng 9 năm 2014, PayPal đã cho phép các doanh nghiệp ở Bắc Mỹ sử dụng hệ thống của họ để nhận thanh toán bằng Bitcoin.
Tại Việt Nam, chỉ có một số ít dịch vụ chấp nhận Bitcoin. Tuy nhiên có rất nhiều doanh nghiệp toàn cầu cho phép người Việt Nam thanh toán bằng Bitcoin cho dịch vụ của họ, tiêu biểu là: Dịch vụ nạp thẻ điện thoại BitRefill, dịch vụ mua vé máy bay, đặt khách sạn và thuê ô tô tại Expedia, mua hàng trực tuyến tại OverStock, OpenBazaar hoặc tại các Dark Net Market, mua thẻ quà tặng tại Gyft, mua tên miền và dịch vụ máy chủ tại NameCheap, mua VPN tại BitVPN, mua quần áo thời trang tại ASOS, và một loạt các dịch vụ nhỏ khác tại Fiverr.
Tại thời điểm cuối năm 2016, đã có trên 800 máy Bitcoin ATM trên toàn cầu, phần lớn (500+) nằm tại Mỹ, và có 3 máy Bitcoin ATM tại Việt Nam.

### Tỉ giá Bitcoin
Tỉ giá của Bitcoin không được neo theo bất kỳ loại tiền tệ nào khác mà hoàn toàn phụ thuộc vào cung và cầu của thị trường. Bitcoin là một trong những loại tài sản có tính chất thị trường tự do thuần khiết nhất vì được giao dịch tự do với khối lượng rất lớn trên toàn cầu mà không bị kiểm soát.

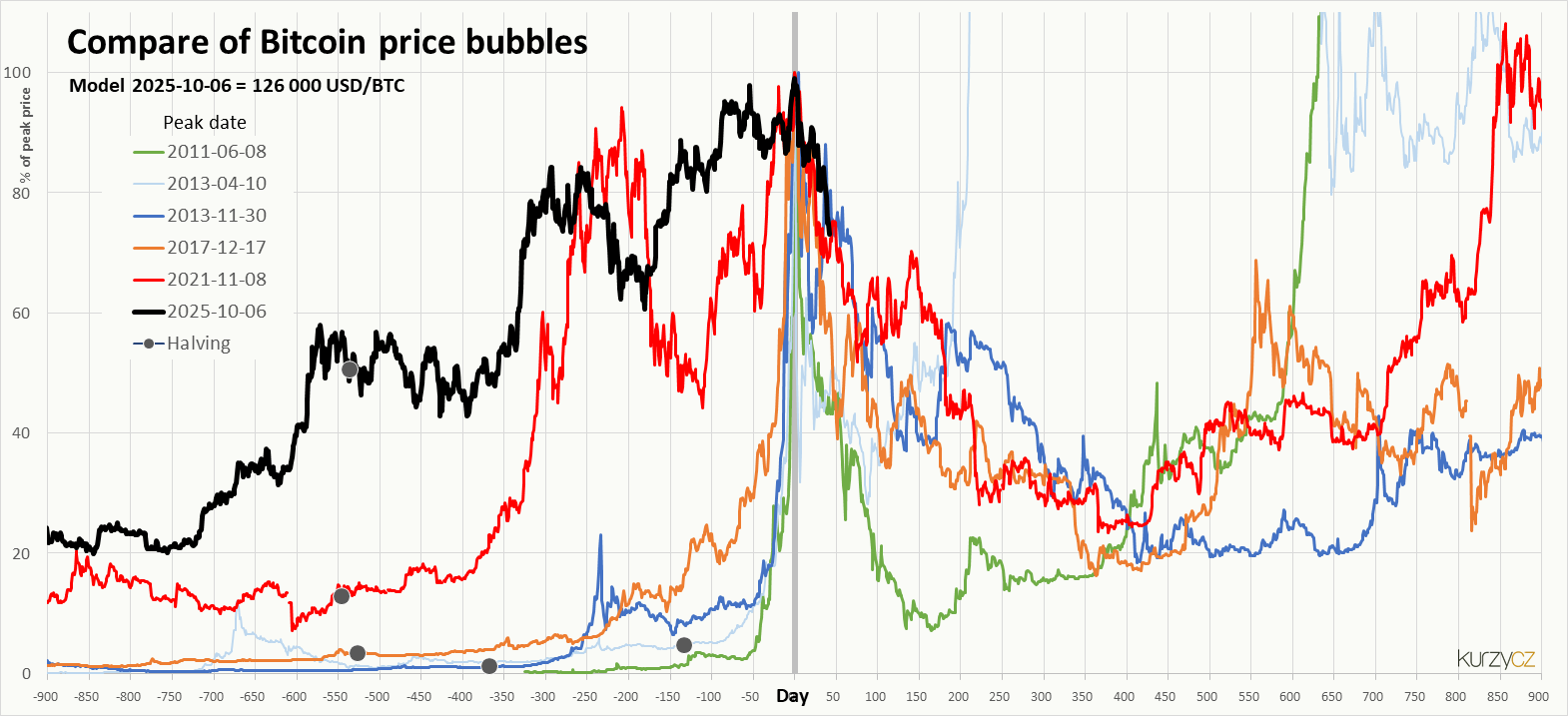
Giá Bitcoin trong giai đoạn 2011, 2013 và 2017

Theo giáo sư Mark T. Williams, trong năm 2014, biến động giá của Bitcoin cao gấp 7 lần vàng, 8 lần S&P 500 và gấp 18 lần đô la Mỹ. Giá trị của Bitcoin đã trải qua nhiều chu kỳ bong bóng, ví dụ: Trong năm 2011, giá Bitcoin đã tăng lên từ 0,30 đô la Mỹ lên đỉnh điểm là 32 đô la Mỹ trước khi trở về mức 2 đô la Mỹ. Nửa cuối năm 2012 và trong đợt khủng hoảng tài chính tại Cyprus, giá Bitcoin lại lên tới 266 đô la Mỹ trước khi trở về mức 50 đô la Mỹ. Vào ngày 29 tháng 11 năm 2013, giá Bitcoin lên đỉnh điểm 1.242 đô la Mỹ. Chỉ trừ năm 2014, từ năm 2009 tới 2016, Bitcoin là đồng tiền có giá trị tăng nhanh nhất thế giới. Tính từ năm 2009 tới năm 2016, giá Bitcoin đã tăng giá lên 1,269,730 lần.

Giá (bên trái, logarithm) và độ biến động (bên phải)

Có một số ứng dụng của Bitcoin không phụ thuộc vào biến động tỉ giá, ví dụ như là cá cược trực tuyến, trả tiền tip, hoặc thanh toán quốc tế. Những quỹ đầu tư mạo hiểm ủng hộ Bitcoin lập luận rằng việc tạo thêm tính thanh khoản bằng cách sử dụng những sàn giao dịch tần suất cao là cần thiết để giảm sự biến động của giá Bitcoin.
Có rất nhiều nguồn để theo dõi tỉ giá Bitcoin. Google đã tích hợp sẵn tỉ giá Bitcoin khi bạn điền vào công cụ tìm kiếm: 1 BTC to VND. Tuy nhiên đây là giá Bitcoin tại thị trường quốc tế, lấy trung bình từ các sàn giao dịch lớn như: Bitstamp, Coinbase, OKCoin.

### Thanh toán
Không giống như thẻ tín dụng, chi phí gửi Bitcoin hoàn toàn tự nguyện trả bởi người gửi (không phải người nhận). Phí gửi Bitcoin càng cao thì giao dịch đó càng được mạng lưới ưu tiên xử lý trước. Phí thanh toán bằng Bitcoin rẻ hơn rất nhiều so với việc thanh toán thẻ tín dụng hoặc chuyển khoản. Nếu thanh toán quốc tế qua thẻ tín dụng, phía doanh nghiệp sẽ mất 2-3% chi phí thanh toán thẻ và khách hàng sẽ mất khoảng 5% phí chuyển đổi ngoại tệ. Chi phí gửi tiền qua Bitcoin không phụ thuộc số lượng gửi, giúp cho Bitcoin trở nên rất hấp dẫn với những người muốn gửi tiền số lượng lớn. Ví dụ: Lượng bitcoin trị giá hàng triệu đô la Mỹ có thể gửi đi bất kỳ đâu trên thế giới chỉ với vài xu trả cho các thợ đào.

### Tính thanh khoản
Tại thời điểm ngày 7 tháng 12 năm 2017, tổng vốn hóa của Bitcoin là hơn 241 tỷ đô la Mỹ, tổng khối lượng giao dịch trong 24 giờ của các sàn lớn tính phí là hơn 13,3 tỷ đô la Mỹ. Để so sánh: Tổng vốn hóa thị trường chứng khoán Việt Nam hiện đang là 101 tỷ đô la Mỹ và tổng khối lượng giao dịch là 334 triệu đô la Mỹ.

Tính thanh khoản của Bitcoin (ước tính theo đô la Mỹ mỗi năm (thang đo logarithm).

### Kinh tế chính trị
Sự phân tán của tiền Bitcoin có nguồn gốc lý tưởng dựa trên trường phái kinh tế học Áo, đặc biệt được thể hiện trong cuốn sách "Tiền tệ không quốc hữu hóa" (Denationalisation of Money: The Argument Refined) của Friedrich von Hayek, khi mà ông ta tin tưởng vào một nền kinh tế thị trường hoàn toàn tự do trong việc sản xuất, phân phát, điều hành đồng tiền để chấm dứt sự độc quyền của các ngân hàng trung ương. Hệ tư tưởng này đối nghịch với kinh tế học Keynes, là lý do giải thích việc có một số nhà kinh tế được giáo dục trong hệ tư tưởng này không ủng hộ Bitcoin.
Bitcoin được xem là có động lực chính trị hoặc tư tưởng bắt nguồn từ bản cáo bạch được viết bởi Satoshi Nakamoto. Ông nói: "Vấn đề gốc rễ với các loại tiền tệ thông thường là cần phải có sự tin tưởng để cho nó hoạt động. Ngân hàng trung ương phải được tin cậy rằng sẽ không phá giá tiền tệ, nhưng lịch sử tiền tệ pháp định đã cho thấy họ liên tục vi phạm điều này.
Bitcoin có sức hút mạnh tới những người am hiểu công nghệ thuộc chủ nghĩa tự do cá nhân, bởi nó tồn tại ngoài tầm kiểm soát của hệ thống tài chính cổ điển và các chính phủ. Chính phủ càng cấm hoặc đánh thuế nó thì họ sẽ càng mất kiểm soát Bitcoin vì các giao dịch sẽ hoàn toàn chìm trong nền kinh tế ngầm, tương tự như thị trường ngoại tệ. Tuy nhiên, khi xem xét số liệu tìm kiếm từ Google, các nhà nghiên cứu không tìm thấy bằng chứng cho sự liên quan giữa việc yêu thích Bitcoin và chủ nghĩa tự do cá nhân.
Tại Mỹ, Bitcoin có sức hút từ phe cánh tả - những người cho rằng chính phủ và các ngân hàng là đại diện quyền lợi của giới tinh hoa, và các chính sách tiền tệ là để phục vụ những người đó, cho tới phe cánh hữu - những người chỉ trích chính phủ Mỹ trong đợt khủng hoảng kinh tế 2008, bởi chính phủ không điều hành được tốt đồng tiền của chính họ tạo ra. Bitcoin được mô tả như là một thứ có thể cân bằng được lợi ích của những tập đoàn lớn với những người kinh doanh nhỏ. Hai nhà báo Wall Street Journal đã nói về Bitcoin như là thứ có thể "giải phóng con người khỏi sự thống trị của niềm tin tập trung." Sự tồn tại của Bitcoin chính là một lực đẩy bắt buộc tất cả các quốc gia quản lý tốt hơn nền kinh tế của mình.

### Tranh cãi về lừa đảo Ponzi
Bản chất của mô hình Ponzi là lấy tiền của người sau trả lãi cho người trước. Có rất nhiều nhà báo khác nhau từ Việt Nam và quốc tế đã bày tỏ lo ngại rằng Bitcoin có thể là một mô hình lừa đảo đa cấp dạng Ponzi. Tuy nhiên, báo cáo từ World Bank năm 2014 kết luận rằng "trái với ý kiến của nhiều người, Bitcoin không phải là mô hình lừa đảo Ponzi". Trái với mô hình Ponzi, Bitcoin không có một chủ thể quản lý, không tồn tại các lời hứa đặc trưng cho lợi nhuận, và người dùng có thể bắt đầu với một số lượng nhỏ Bitcoin mà không tồn tại các gói đầu tư tối thiểu.
Mặc dù mạng lưới Bitcoin không phải là mô hình đa cấp, tuy nhiên, cần nhận biết rõ rằng các chủ thể có thể lợi dụng Bitcoin cho các hình thái lừa đảo riêng của họ như một dạng hàng hoá hoặc phương tiện thanh toán. Tại Việt Nam, hình thức lừa đảo Ponzi phổ biến nhất là kinh doanh đa cấp, chơi hụi, mô hình cho - nhận, chương trình đầu tư lợi suất cao (HYIP). Để lợi dụng uy tín có sẵn của Bitcoin trên thế giới, những mô hình này thường trá hình bằng cách gọi tên mạng lưới của mình là 1 sàn giao dịch Bitcoin mặc dù mô hình đó không có chức năng chính để chuyển đổi tiền tệ, qua đó làm cho công chúng nhầm lẫn với mạng lưới Bitcoin thực sự. Về bản chất thì những mô hình Ponzi này chỉ sử dụng Bitcoin giống như đô la Mỹ hay vàng để nhận đầu tư một cách lừa đảo và sẽ đột nhiên biến mất vào một thời điểm khó biết trước. Bitcoin là 1 phương tiện thanh toán yêu thích của các mô hình Ponzi vì phương thức thanh toán này ẩn danh, không thể bị bồi hoàn, và không bị các quy định pháp luật ràng buộc. Vào tháng 9 năm 2014, Ủy ban Chứng Khoán và Sàn Giao Dịch Mỹ (SEC) đã tuyên phạt công ty và chủ tịch Bitcoin Savings and Trust 40 triệu đô la Mỹ vì đã điều hành 1 mạng lưới Ponzi sử dụng Bitcoin trả lãi 7% mỗi tuần từ năm 2011 tới năm 2012.

### Cáo phó
Có rất nhiều cá nhân, mặc dù không hiểu rõ về Bitcoin, yêu thích việc bôi xấu hình ảnh Bitcoin khi cố ý gắn liền nó với lừa đảo đa cấp, lừa đảo Ponzi, đồng tiền tài trợ khủng bố,... bằng những luận điểm không khoa học. Việc này được giải thích trên tâm lý chối bỏ sự sợ hãi khi phải đối mặt với sự thay đổi, với thứ không quen thuộc của con người. Họ yêu thích việc tuyên bố rằng Bitcoin "đã chết". Tính tới tháng 1 năm 2016, Bitcoin đã được cáo phó tới 89 lần trong 7 năm tồn tại. Tạp chí Forbes công bố Bitcoin "chết" vào tháng 6 năm 2011, tiếp theo là Gizmodo Úc vào tháng 8 năm 2011. Tạp chí Wired tuyên bố nó đã "hết hạn" vào tháng 12 năm 2012. Reuters công bố một "cáo phó" cho Bitcoin trong tháng 1 năm 2014. Tháng 1 năm 2015, báo Telegraph tuyên bố "thí nghiệm Bitcoin đã kết thúc". Giám đốc phát triển kinh doanh điện tử của Isle of Man cho rằng: "Các báo cáo về cái chết của Bitcoin đã bị thổi phồng quá đáng".

### Phân loại Bitcoin trong danh mục tiền tệ
Tiền điện tử là một dạng tiền tệ mà được trao đổi và lưu trữ bằng hệ thống điện toán, thay vì các đồng tiền vật lý như là các đồng xu hay tiền giấy. Theo Ngân hàng Trung ương châu Âu, tiền số thường là "tiền điện tử", mặc dù có một số ngoại lệ như coupon, phiếu mua hàng và thẻ cào điện thoại có kèm theo cả định dạng vật lý.
Tiền số là một lớp con của tiền điện tử nhằm chỉ những đồng tiền điện tử không pháp định. Tiền ảo là tiền số, chủ yếu được sử dụng trong truyền thông để nhắc tới một số loại tiền số một cách tiêu cực khi phân biệt với tiền pháp định.
Tiền mã hoá là một loại tiền điện tử mà sử dụng thuật toán mã hoá để đảm bảo an ninh cho các giao dịch và để điều khiển việc phát hành tiền. Bitcoin là một loại tiền mã hoá.
Không phải tất cả tiền số đều là tiền mã hoá. Bitcoin là loại tiền mã hoá phân cấp. Bản chất của Bitcoin khác hẳn các loại tiền tập trung mà được một tổ chức đứng ra điều hành, do đó tránh được khả năng lừa đảo do tổ chức đó độc quyền quản lý việc phát hành tiền.
| Các loại tiền theo ECB | Các loại tiền theo ECB | Các loại tiền theo ECB | Định dạng                                                                           | Định dạng | Định dạng                                    |                                              |
| Các loại tiền theo ECB | Các loại tiền theo ECB | Các loại tiền theo ECB | Vật lý                                                                              | Điện tử | Điện tử                                      |                                              |
| Các loại tiền theo ECB | Các loại tiền theo ECB | Các loại tiền theo ECB | Vật lý                                                                              | Không mã hoá | Mã hoá                                       |                                              |
| ---------------------- | ---------------------- | ---------------------- | ----------------------------------------------------------------------------------- | --- | -------------------------------------------- | -------------------------------------------- |
| Tình trạng pháp lý     | Không quản lý          | Tập trung              | Coupon (Các loại tem phiếu mua hàng)                                                | Coupon trên Internet (Muachung, Hotdeal, Groupon,...) | Ethereum, Solana, Tether, BNB, ...           |                                              |
| Tình trạng pháp lý     | Không quản lý          | Tập trung              | Coupon (Các loại tem phiếu mua hàng)                                                | Dặm bay, điểm thưởng (Vietnam Airlines, HSBC,...) | Ethereum, Solana, Tether, BNB, ...           |                                              |
| Tình trạng pháp lý     | Không quản lý          | Tập trung              | Tiền địa phương dùng trong cộng đồng ("Local currency") (Chip Poker, xèng SEGA,...) | Các loại tiền số được quản lý tập trung (vCoin, WoW Gold, Onecoin, iFan,...) Các loại thẻ trả trước, mã số thẻ cào (Viettel, Vinaphone,...) Tiền điện tử tập trung (USD trong Perfect Money/WMZ/BTC-e,...) | Ethereum, Solana, Tether, BNB, ...           |                                              |
| Tình trạng pháp lý     | Không quản lý          | Phân cấp               | Tiền hàng hoá vật lý (vàng, bạc, vỏ sò, gạo, muối,...)                              | Không tồn tại | Bitcoin                                      |                                              |
| Tình trạng pháp lý     | Bị quản lý             | Bị quản lý             | Tiền giấy và xu ("cash") (tiền pháp định)                                           | Tiền điện tử (VNĐ trong ví MoMo/Ngân Lượng, USD trong Paypal,...) | Tiền điện tử của ngân hàng trung ương (CBDC) | Tiền điện tử của ngân hàng trung ương (CBDC) |
| Tình trạng pháp lý     | Bị quản lý             | Bị quản lý             | Tiền giấy và xu ("cash") (tiền pháp định)                                           | Tiền pháp định gửi tại ngân hàng (VNĐ, USD,...) | Tiền điện tử của ngân hàng trung ương (CBDC) | Tiền điện tử của ngân hàng trung ương (CBDC) |

1. ↑  Các loại tiền ảo nằm trong ô màu xanh dương.
2. ↑  Các loại tiền ảo quản lý tập trung có nguy cơ lừa đảo Ponzi cao do tồn tại một tổ chức có toàn quyền phát hành tiền.
3. ↑  Bitcoin là loại tiền mã hóa phân cấp duy nhất do không tồn tại thực thể nào có toàn quyền thay đổi mạng lưới Bitcoin blockchain.

## Tính hợp pháp

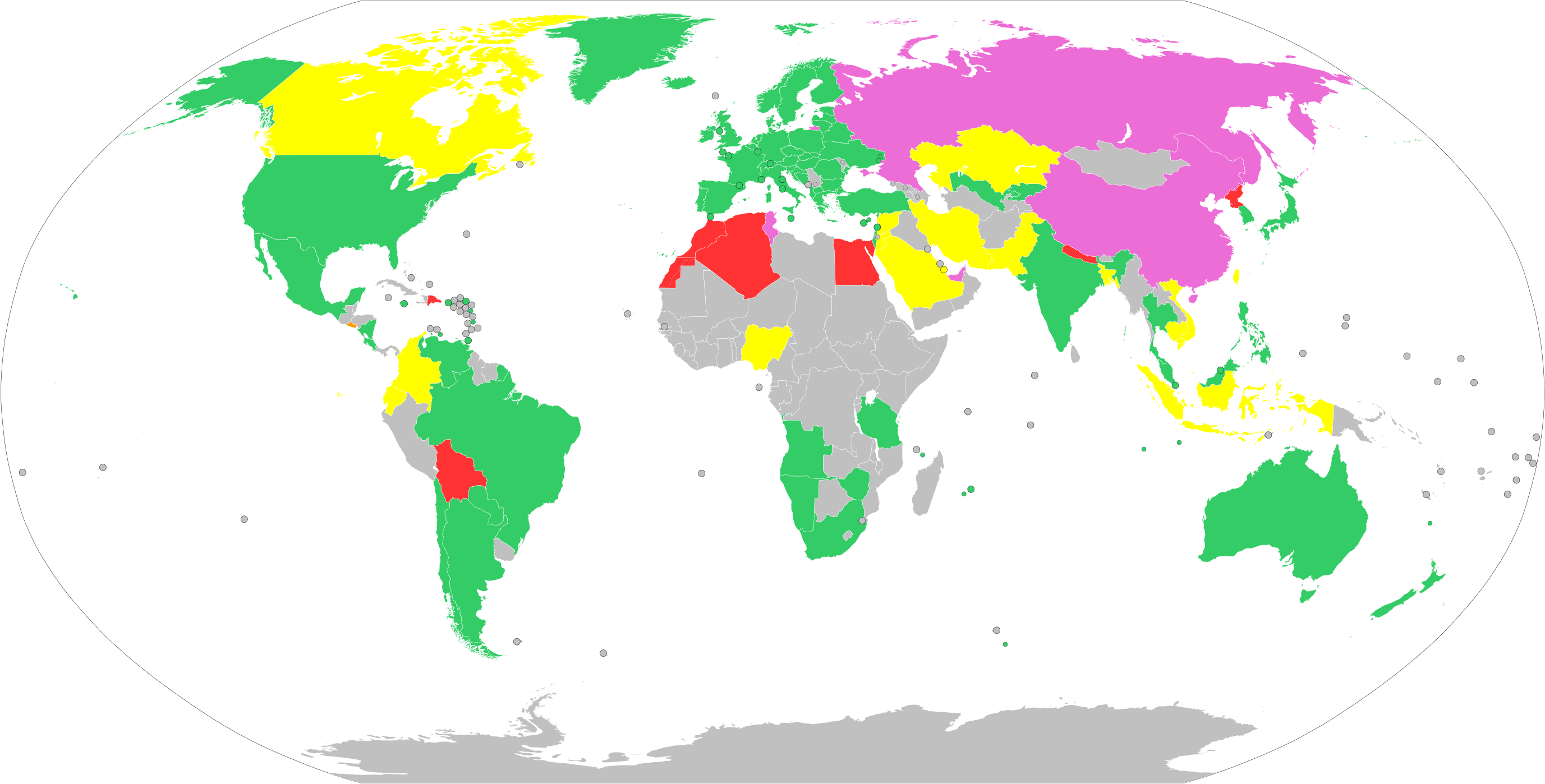
Tính hợp pháp của Bitcoin trên thế giới

Vì tính chất ẩn danh trong giao dịch, Bitcoin được tội phạm mạng quan tâm. Tuy nhiên, cũng giống như các loại tiền tệ khác, Bitcoin cũng như vàng hay tiền mặt, đều được dùng như vật trung gian để rửa tiền. Trong phiên điều trần trước Thượng viện Mỹ về Bitcoin ngày 18 tháng 11 năm 2013, Cục Phòng Chống Tội Phạm Tài chính Hoa Kỳ (FinCen) đã nói rằng: Tiền mặt vẫn là công cụ rửa tiền chính. Bitcoin không phải là kênh rửa tiền lý tưởng vì tất cả giao dịch đều được công khai. Cũng trong cùng ngày, chủ tịch Cục Dự trữ Liên bang Hoa Kỳ Ben Bernanke đã nêu ra quan điểm rằng giữ Bitcoin về lâu dài mang lại nhiều hứa hẹn.
Tháng 9 năm 2015, Ủy ban giao dịch hàng hoá tương lai Mỹ (CFTC) công bố, Bitcoin đã chính thức được đưa vào danh sách hàng hóa được phép giao dịch tại Mỹ. Phần lớn các cơ quan trong chính phủ Mỹ đều đã tán thành việc sử dụng Bitcoin. Đơn cử, Ủy ban bầu cử liên bang Mỹ (FEC) muốn chấp nhận quyên góp qua Bitcoin. Theo phán quyết của Tòa án tối cao châu Âu vào tháng 10 năm 2015, Bitcoin sẽ được phép giao dịch như các đơn vị tiền tệ thông thường mà không bị đánh thuế tại châu Âu.
Tháng 11 năm 2015, truyền thông tại Việt Nam rộ lên tin tổ chức khủng bố ISIS có thể nhận viện trợ bằng Bitcoin. Tuy nhiên, vào ngày 27 tháng 1 năm 2016, Cơ quan Cảnh sát châu Âu (Europol) đã ra báo cáo chính thức rằng họ không tìm thấy bất cứ một sự liên hệ nào giữa Bitcoin và tổ chức khủng bố này. Tại thời điểm đầu năm 2017, Malta đã đưa Bitcoin và công nghệ blockchain vào chiến lược quốc gia.

### Tính hợp pháp tại Việt Nam
Hiện tại, chưa có bất kỳ quy định hay khung pháp lý nào để quản lý việc giao dịch Bitcoin từ phía Chính phủ: Tháng 2 năm 2014, Ngân hàng Nhà nước Việt Nam ra thông cáo báo chí, trong đó nêu rõ: việc sử dụng Bitcoin làm phương tiện thanh toán không được pháp luật thừa nhận và bảo vệ. Ngoài ra, Bộ Công Thương hiện tại vẫn chưa công nhận Bitcoin là hàng hoá hay dịch vụ, phủ nhận thẩm quyền của mình đối với Bitcoin. Việc này cũng đồng thời bãi bỏ cơ sở để thu thuế Bitcoin vì không thể đưa được Bitcoin vào danh mục hàng hóa hay dịch vụ để thu thuế trong một vụ án đầu tiên tại Việt Nam liên quan đến tiền số xảy ra tại Bến Tre năm 2017.
Ngày 21 tháng 8 năm 2017, Thủ tướng Chính phủ đã ký phê duyệt đề án hoàn thiện khung pháp lý để quản lý các loại tài sản số, tiền điện tử, tiền số, trong đó có Bitcoin. Đây là tín hiệu chính thức từ phía Chính phủ rằng các giao dịch Bitcoin sẽ được hợp pháp hóa vào tháng 8 năm 2018 với khả năng phân loại Bitcoin vào danh mục tài sản số.